# ミズーリ工科大学
ミズーリ工科大学（英語: Missouri University of Science and Technology）は、アメリカ合衆国ミズーリ州ローラに本部を置くアメリカ合衆国の州立大学。1870年創立、1870年大学設置。略称はMST、Missouri S&TおよびS&T。稀に昔の名残でUMR(University of Missouri at Rolla)と呼ばれることもある。

## 歴史
1870年にミズーリ鉱冶金学校（Missouri School of Mines and Metallurgy）がミズーリ大学の分校としてミズーリ州ローラに開校。ミシシッピ川以西に最初に設置された理工系の学校。開校当初は鉱業、地質、金属工学のみであったが、1920年代に機械、電気工学および理学、数学など理数系の学部を追加。
1961年にミズーリ州初となる原子炉（核物理学研究に使われる研究炉）を設置。原子炉は一般にも公開されており、申し込めば見学可能。
1964年、ミズーリ大学システムに組み込まれ、ミズーリ大学ローラ校（University of Missouri at Rolla）に改名した。翌年に経済学、経営学、心理学などの文系学部も加えられ、総合大学となった。
1967年にアメリカ初となる工業管理学（エンジニアリングマネジメント）大学院を設立。他にも爆発物工学科、軍事建設学科、石油化学工学科など、他の大学ではあまり見られないユニークな学科がある。
2008年にMissouri University of Science and Technologyと公式に改名。日本語の正式名称はミズーリ工科大学。ミズーリ科学技術大学と訳されることもある。

## 評価
理工系大学のため卒業生の就職率は非常に高く、卒業生全体の平均初任給で全米第三位、費用対効果(ROI)の高い大学では全米第一位にランクされている。卒業生の多くがシカゴなど五大湖周辺の都市で就職・活躍している。

## キャンパス
セントルイスとオクラホマシティをつなぐ州間高速道路44号線沿い、セントルイスから約160km離れたローラ市の中心部に約300エーカーのメインキャンパスを構える。セントルイスおよびスプリングフィールド (ミズーリ州)にも教室（オンライン授業用）があり、さらに近くのフォート・レオナード・ウッド陸軍基地内に研究所がある。
イギリス、ソールズベリーにあるストーンヘンジのレプリカがキャンパス北西部にあり、ローラストーンヘンジの名で親しまれている。これは1984年に学生達によって当時はまだ珍しかったウォータージェット工法による削岩で製作され、翌年の1985年に全米エンジニア協会から表彰を受けた。

## 校風
実学・研究重視の理工系大学。学生数は学士から博士課程まで合わせて8000〜9000人と小規模。中西部の田舎町(ローラ市の人口は2万人弱でそのうちの半分はミズーリ工科大の学生および大学関係者、隣町のドゥーリトル市の人口は500人、周囲はフェルプス郡の管轄の山岳地帯）という立地条件のため他大学と比べてマイノリティの学生の割合は少ない。フラタニティとソロリティは比較的活発。学生の愛称およびスポーツチームの名称はMiners（鉱員）で女性はLady Miners。マスコットはJoe Minerと呼ばれるツルハシと測量計を持った西部劇風の鉱員。スクールカラーは緑。
聖パトリックの祝日は同校最大のイベント”Best Ever”として毎年盛大に祝われる。キャンパスでのイベントやパレードに加えて、コンピューター学科は毎年この時期になると聖パトリックにちなんだゲームを作成してウェブ上で配布している。

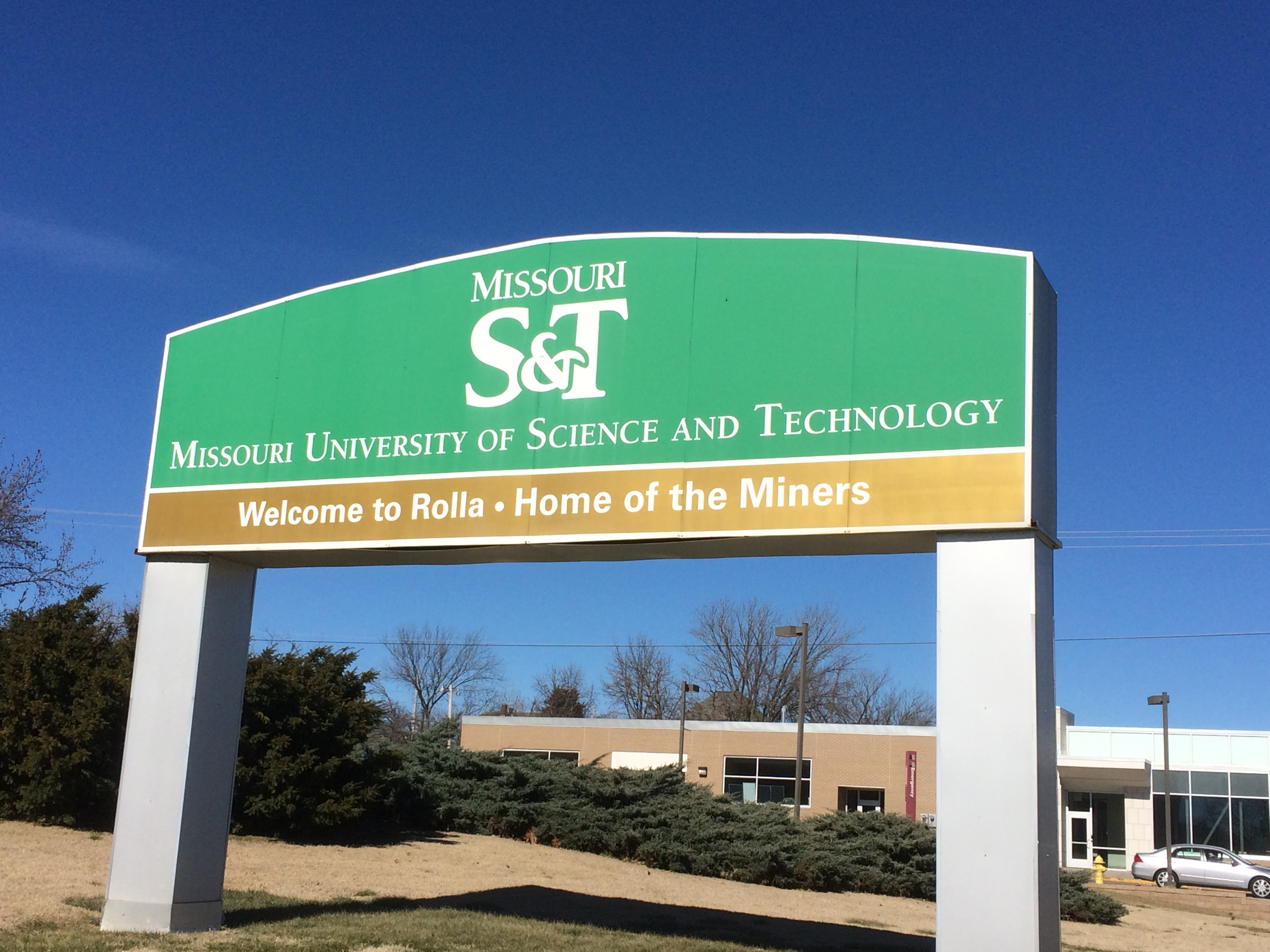
ミズーリ工科大学
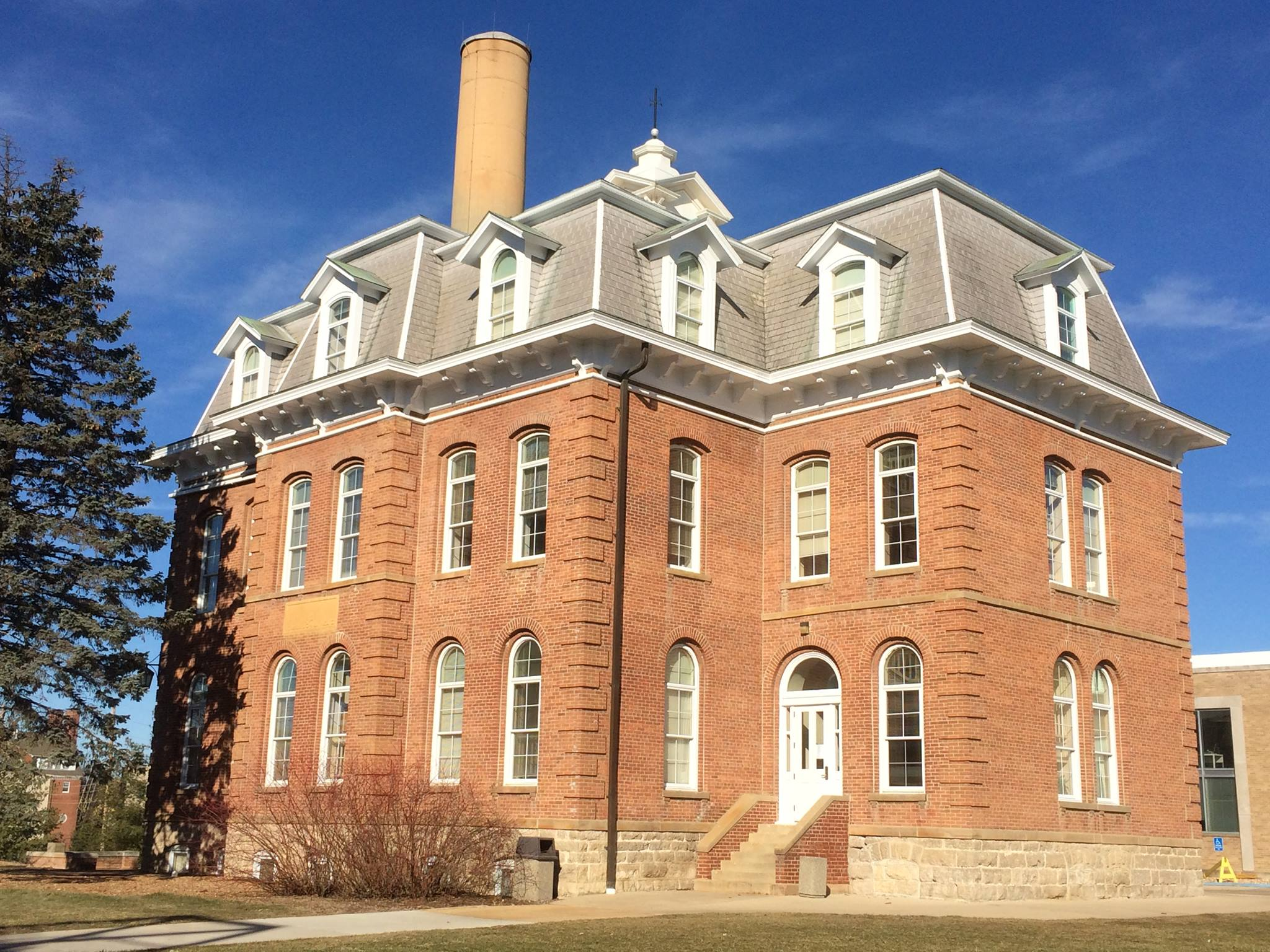
ローラビルディング
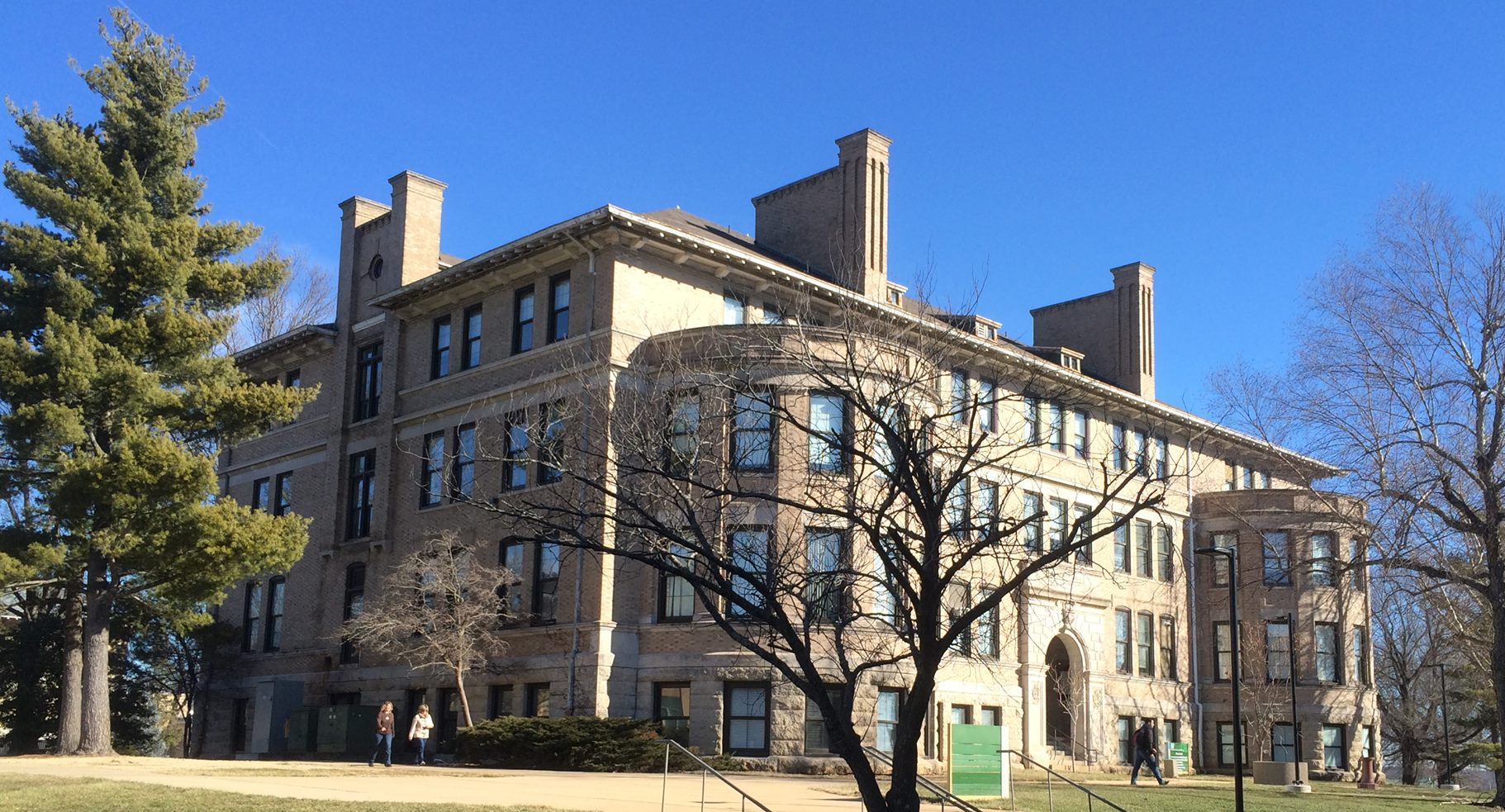
ノーウッドホール
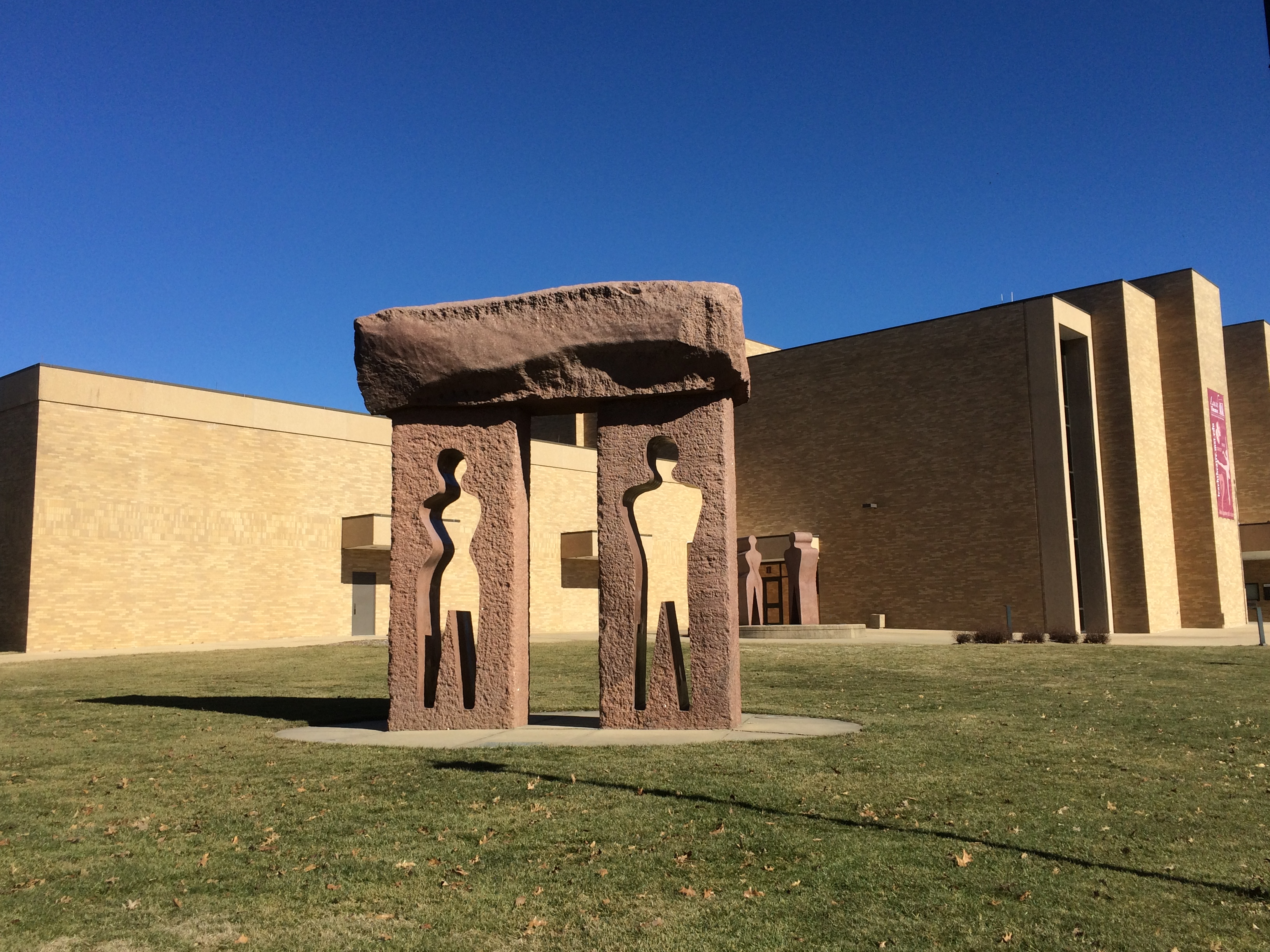
リーチシアター
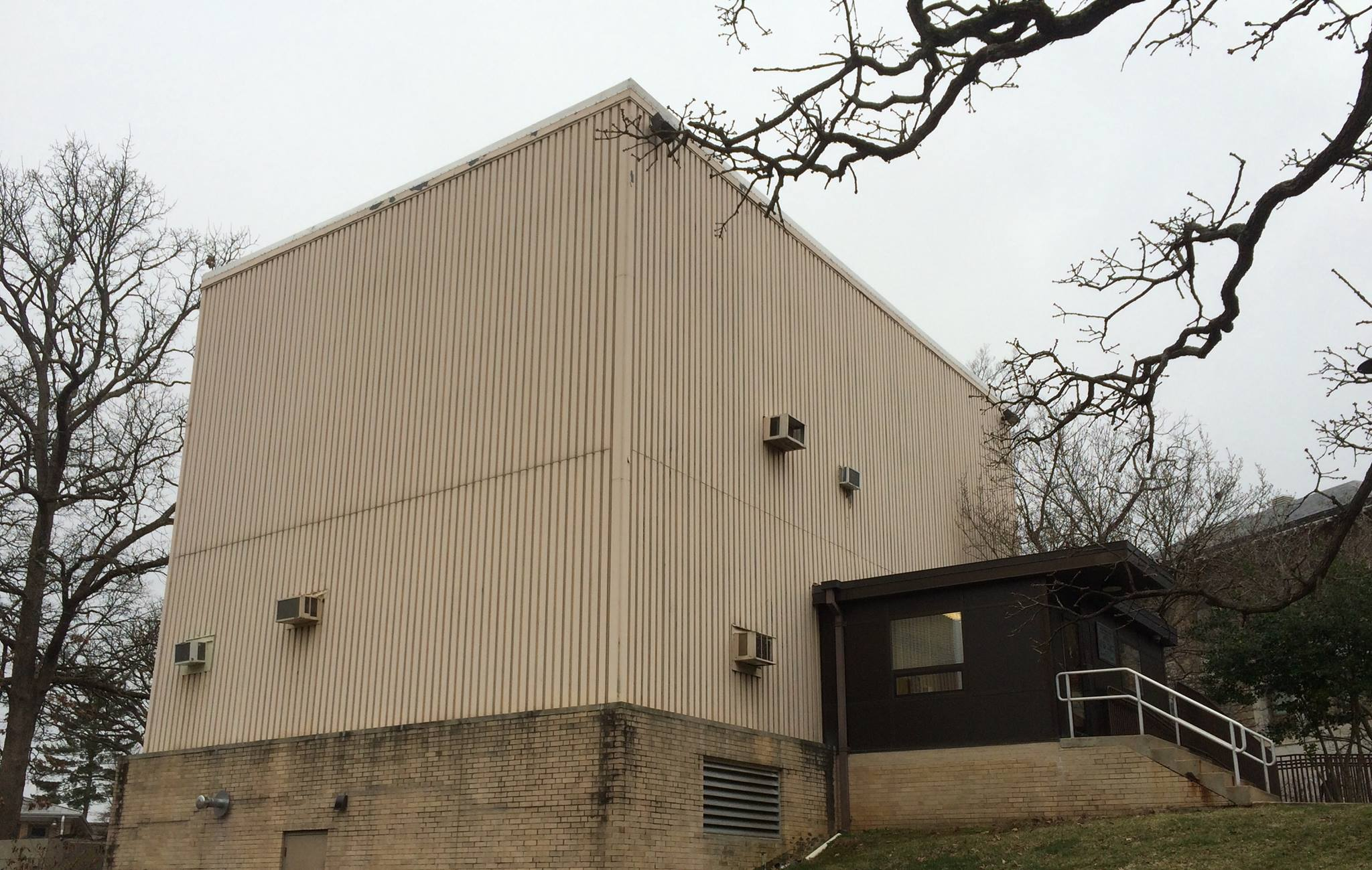
原子炉
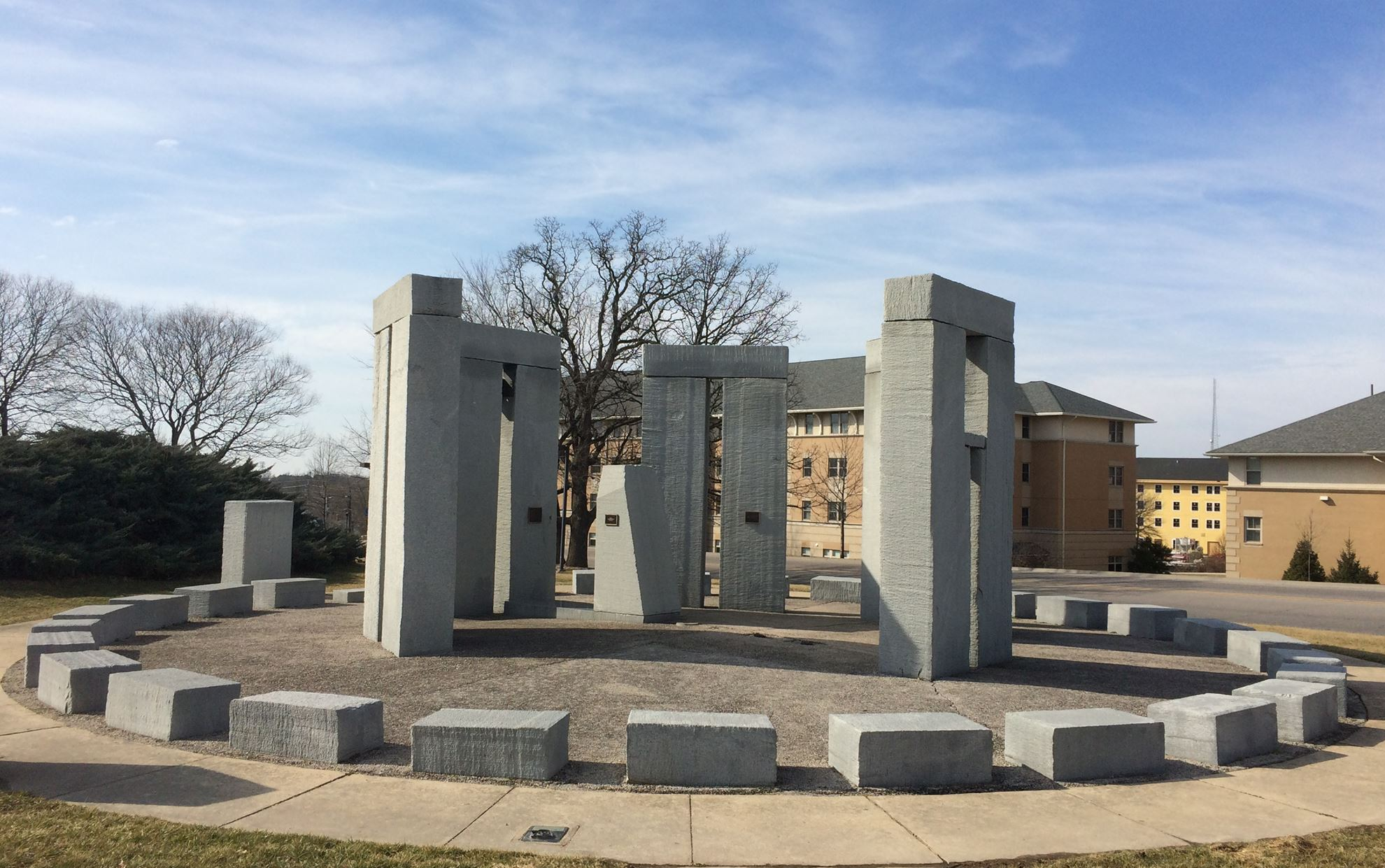
ストーンヘンジ